# Història dels esports d'hivern a Catalunya
Breu història dels esports d'hivern a Catalunya.

## Primeres iniciatives

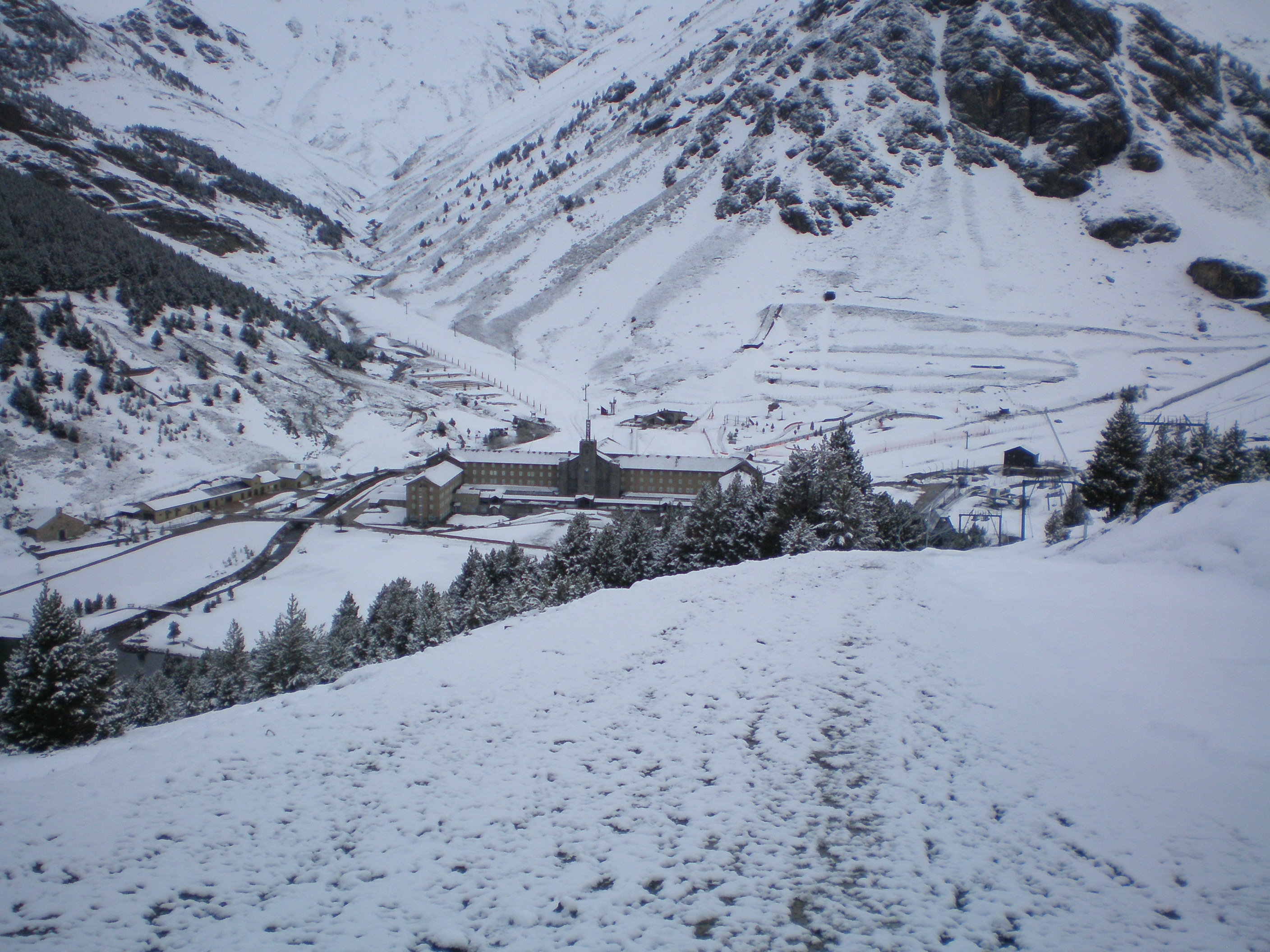
Vista des de l'estació d'esquí de Núria

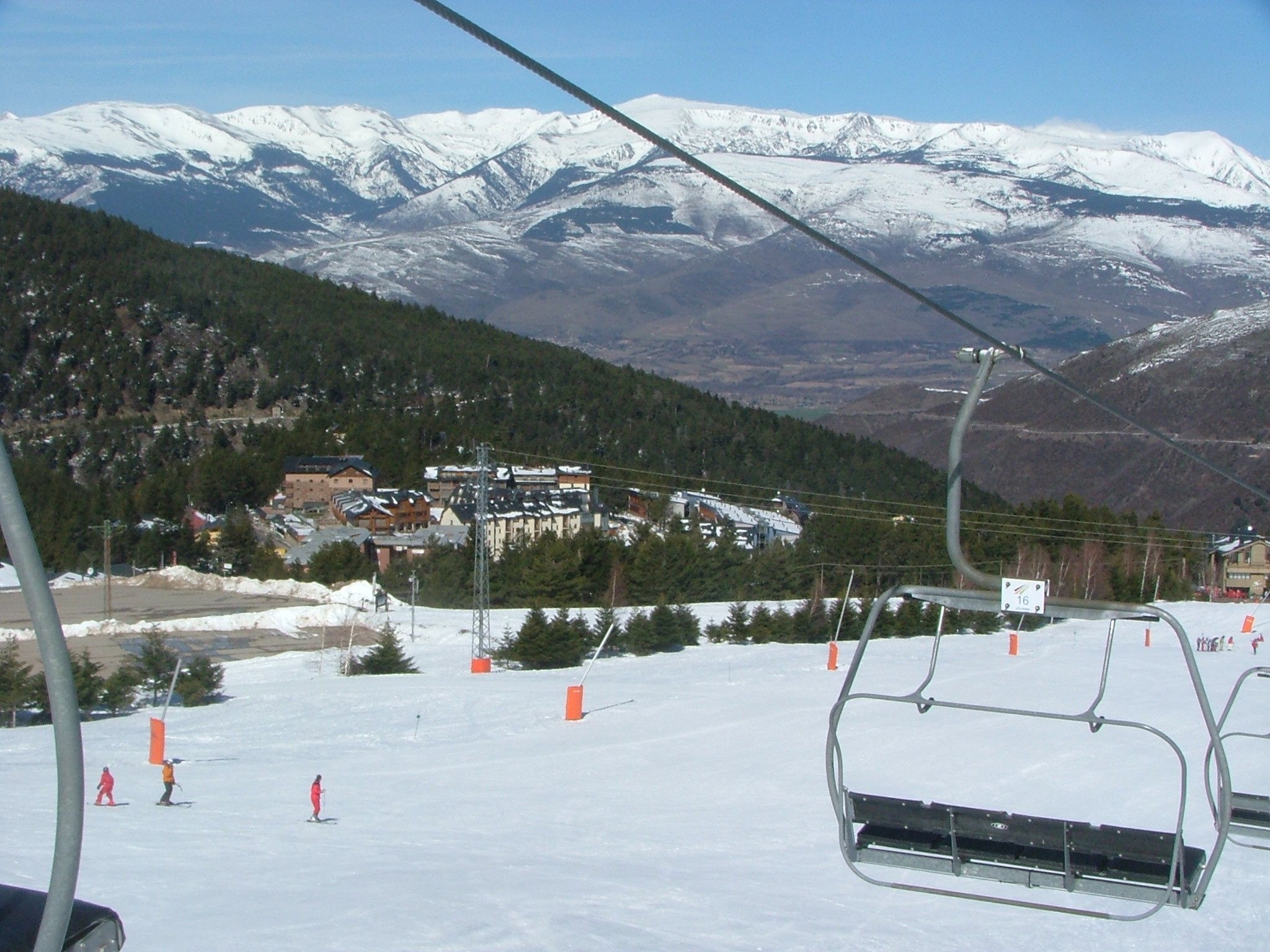
Vista des de l'estació d'esquí de La Molina

L'origen dels esports d'hivern a Catalunya cal situar-lo a començaments de segle XX i íntimament lligat des dels seus inicis al món de l'excursionisme. El Centre Excursionista de Catalunya ja va participar en el Primer Congrés d'Alpinisme celebrat a Ginebra l'any 1879 i al Primer Congrés dels Pirineus l'any 1880. A més, l'any 1907, Albert Santamaria i Armengol, participà en el Primer Concurs Internacional d'Esports d'Hivern celebrat a Chamonix en representació del CEC. L'any 1908, membres del Centre Excursionista de Catalunya, amb Josep Amat, Enric Goig i Albert Santamaria com a responsables de l'expedició, anaren als Rasos de Peguera al mes de desembre i estrenaren uns esquís i unes luges que havien importat de Suïssa l'any abans. L'estiu de 1908 el CEC aprovà la creació de la Secció d'Esports de Muntanya del club. El 1909 Manuel Tey, membre del CEC, organitzà una conferència on presentà el bobsleigh, la luge i el tobogan. Aquell mateix any, el 21 de març de 1909 es disputà el primer concurs català de luge al Matagalls. La primera competició amb múltiples proves fou la Setmana d'Esports de Neu a Ribes de Freser, el 1911, amb proves de bobs, curses d'esquí –individuals i per parelles–, salts, luges i patinatge. La setmana es perllongà fins a l'any 1920 i, des del 1917, la celebració es feia a Ribes de Freser i a Camprodon. A partir del 1921, la Setmana s'organitzà a Núria. El 1912 la Fédération de Sociétés Pyrénéistes encomanà al CEC l'organització del Campionat Internacional d'Esports d'Hivern a Catalunya. El 1924 se celebrà a la Molina el primer Campionat d'Espanya d'esquí alpí i d'esquí de fons.
L'arribada del tren a La Molina el 1922, la inauguració del Xalet del Centre Excursionista de Catalunya a la mateixa vila el 1925 (esdevenint la primera estació d'esquí de Catalunya) i la construcció del cremallera al santuari de Núria el 1931 possibilitaren l'expansió de l'esquí alpí. El 1932 es fundà el Club Alpí Núria amb una secció d'esquí alpí i una d'hoquei sobre gel. El 1933 es creà la Federació Catalana d'Esquí, que el 1978 passà a denominar-se Federació Catalana d'Esports d'Hivern, i el 1934 nasqué la Secció d'Esquí del Centre Excursionista de Catalunya. Altres clubs que destacaren en la pràctica dels esports d'hivern foren: Club Muntanyenc Barcelonès (1931), Unió Excursionista Catalunya (1931), el CE de Gràcia (1922), el CE Sabadell (1919, 1923 la secció d'esports de muntanya), el CE de la Comarca de Bages (1905, 1924 la secció d'esports de muntanya), el CE Montserrat (1922) o el CE Manresa.
Josep Maria Guilera fou el primer campió de Catalunya d'esquí de fons (1924) i d'Espanya (1929). Juntament amb Lluís Estasen guanyà la majoria de competicions durant aquests anys.
Pel que fa als salts d'esquí, el 1913 s'organitzà el primer concurs de salts a la falda del Taga. El 1928 es construí el trampolí de Font Canaleta a la Molina i el 1930 s'hi disputà el primer Campionat de Catalunya de salts, essent Wenceslao Guarro el primer campió, tant de Catalunya com d'Espanya (1930). També destacà Ernest Mullor, dotze cops campió fins que es retirà el 1951. El 1934 es construí un nou trampolí a Font Canaleta. L'any 1935 Oriol Canals es proclamà campió de Catalunya d'esquí de fons i de salts, i l'any següent fou el primer català a participar en uns Jocs Olímpics d'Hivern.

## Anys de creixement

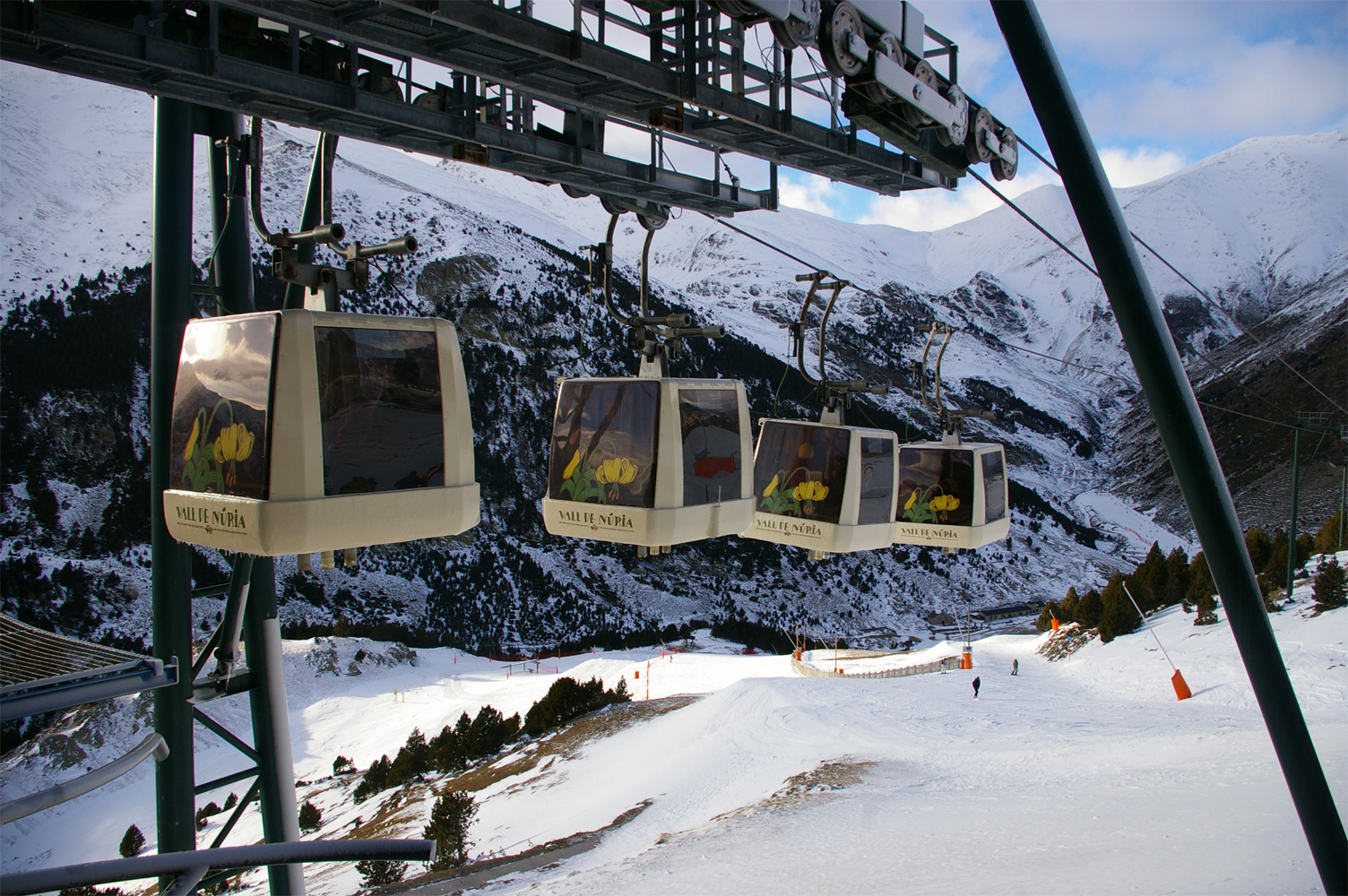
Telecabina Coma del Clot, Vall de Núria

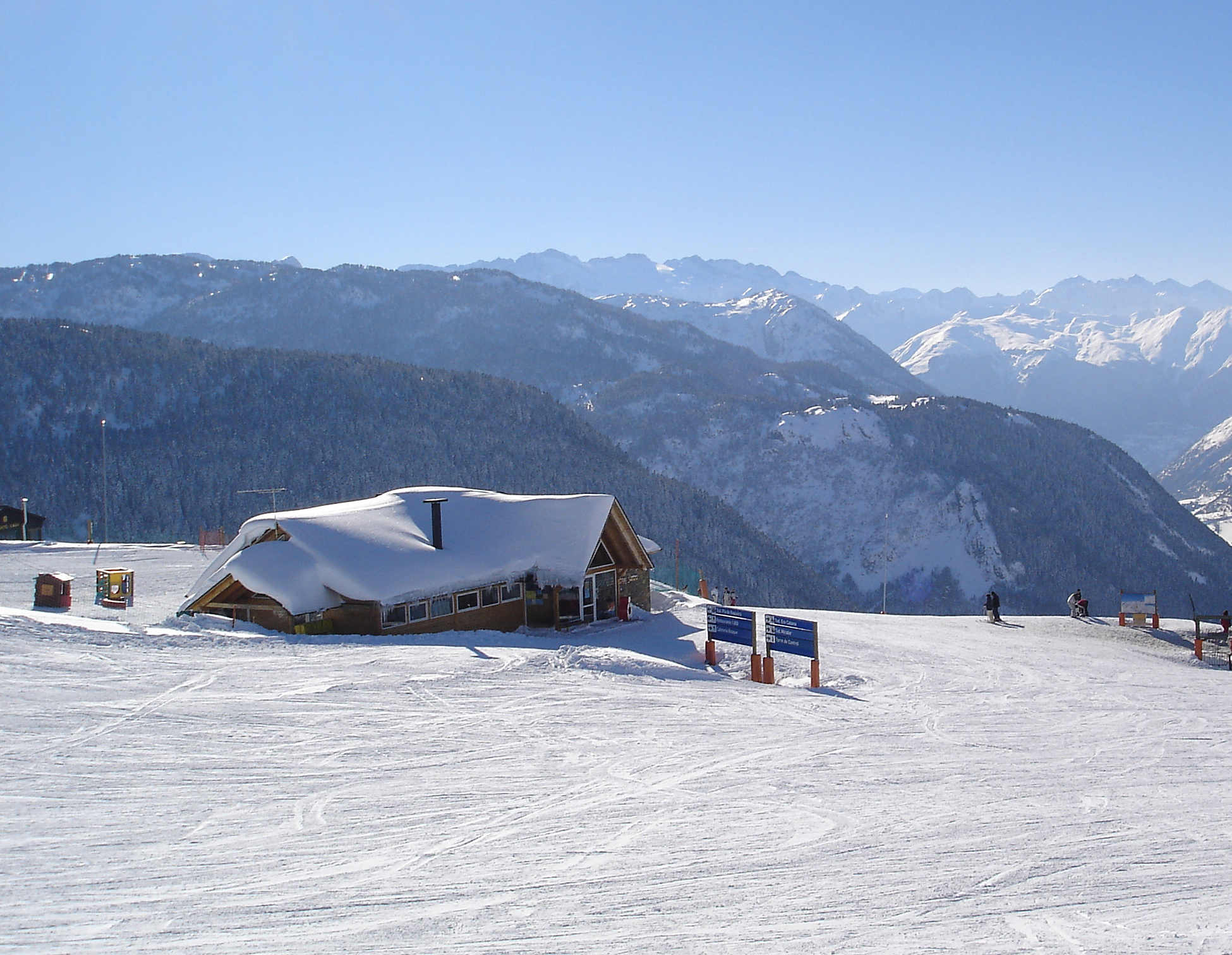
Estació de Baqueria Beret

En els anys de la postguerra es crearen els fonaments que afavoririen el desenvolupament posterior, com la fundació de més clubs i la creació d'escoles d'esquí. Es disputaven els Campionats de Catalunya i també els Campionats d'Espanya, en els que la rivalitat entre el Centre Excursionista de Catalunya i el Club Alpí Núria era molt gran. També es començaren a celebrar les primeres competicions internacionals, com les Setmanes Internacionals de la Molina els anys 1946, 1949 i 1953, el Concurs d'Esquí del Pallars (1954) i el Concurs Internacional de Núria entre el 1950 i el 1956. A partir del 1956, i durant onze anys consecutius, se celebrà a la Molina la Combinada Internacional de la Unió Excursionista de Catalunya.
La temporada 1944-45 es fundà l'Escola d'Esquí de la Molina del Centre Excursionista de Catalunya, la primera de Catalunya i de l'Estat espanyol. Núria també tingué escola d'esquí des del final dels anys cinquanta. Alguns clubs sorgits durant aquest període foren el Club d'Esquí Berguedà (1928 com a Centre Excursionista de Berga, 1939 CE Berguedà), l'Esquí Club d'Andorra (1945) o el Club d'Esquí Supermolina (1950).
El 1943 es construí a la Molina el teleesquí de Font Canaleta, el primer de Catalunya i d'Espanya. El 1946 Josep Maria Guilera prengué la iniciativa de la construcció del telecadira del turó de la Perdiu. El 1947 a Núria es construí el teleesquí del santuari i el telecadira del pic de l'Àliga.
Al final de la dècada de 1950, a Catalunya ja hi havia les bases per al desenvolupament de l'esquí alpí.

## Expansió de la xarxa d'esquí

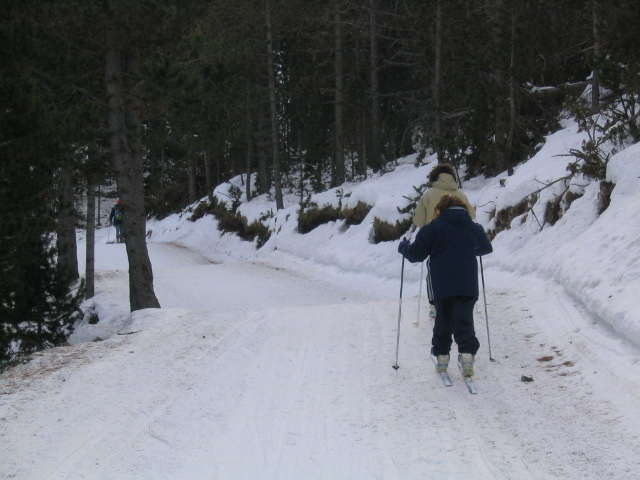
Estació de Tuixen - la Vansa

La dècada dels seixanta fou una etapa de creixement de l'economia a l'estat espanyol, fet que afavorí l'expansió de l'esquí alpí a Catalunya. Es crearen competicions, com la Copa Barcelona, organitzada per la secció d'esquí del Centre Excursionista de Catalunya i inclosa en el calendari de la FIS (Fédération Internationale de Ski). També es construïren la majoria d'estacions d'esquí catalanes: Baqueira-Beret a la Vall d'Aran (1964), Llessui al Pallars Sobirà (1966), Masella a la Cerdanya i Espot al Pallars Sobirà (1967), La Tuca a la Vall d'Aran (1972), Port del Comte al Solsonès (1973), Rasos de Peguera al Berguedà (1974) i Vallter 2000 al Ripollès (1975). A la Catalunya del Nord, a més de les estacions existents com Font-romeu i Portè, també s'inauguraren diverses estacions d'esquí (els Angles, Sant Pere dels Forcats, Eina, Puigmal, etc.), i Andorra també inicià un procés de creació de noves estacions.
L'esquí de fons perd preponderància durant la postguerra, però a partir de la dècada de 1960 alguns clubs comarcals del Berguedà, l'Alt Urgell i la Cerdanya reimpulsaren l'esquí de fons als Rasos de Peguera, Lles i Cap de Rec. La primera estació d'esquí nòrdic de Catalunya fou la de Sant Joan de l'Erm (1967). Posteriorment s'inaugurà la de Lles de Cerdanya (1970). L'esquí alpí continuà essent la disciplina més practicada, donant estrelles catalanes o andorranes, que dominaren a Espanya, com Conxita Puig, però no aconseguiren arribar al més alt nivell mundial.

## Massificació i diversificació

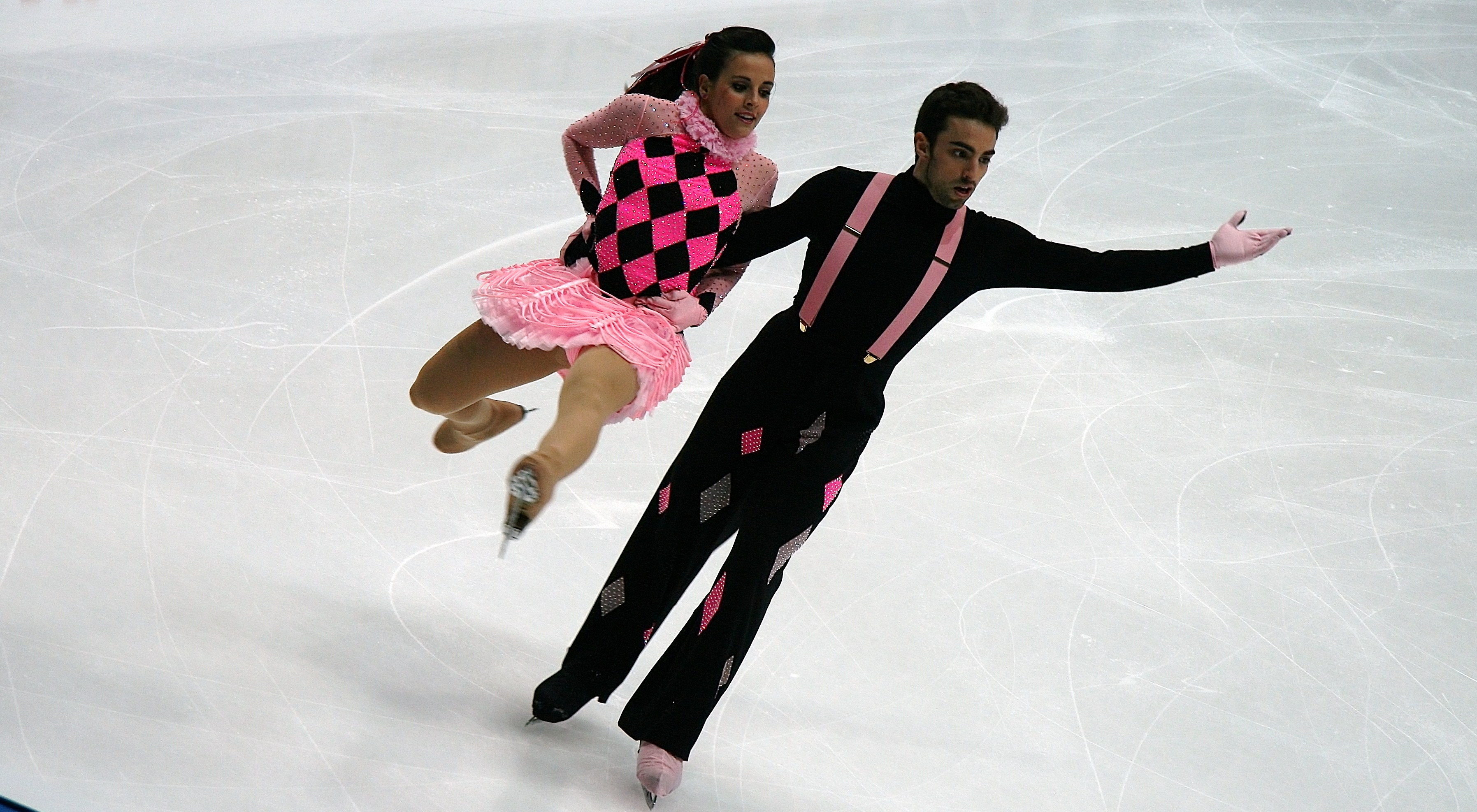
Adrià Díaz (amb Sara Hurtado)

Els darrers anys, el perfil social de les persones que fan esquí abasta un col·lectiu més ampli que els qui el practicaven en els inicis, degut a les millores econòmiques de la població, la millora dels transports (l'accés a l'automòbil), l'ampliació i la diversificació d'ofertes hoteleres, o els materials amb preus assequibles.
El 1979 es creà la Copa del Rei de salts a la Molina, prova puntuable per al circuit europeu. El 1978 s'organitzà la primera edició de la Marxa Beret d'esquí de fons, de caràcter internacional. Posteriorment destacaren el Gran Premi Sant Joan de l'Erm, la Copa Sant Cugat o la Marxa Pallars. En esquí alpí destacà el Trofeu Nescafé, i durant la dècada de 1990 agafà força la Pirena, una competició de múixing (cursa de trineus tirats per gossos), ideada per Pep Parés.
Noves estacions han estat creades, especialment en esquí de fons: Tuixent - la Vansa (1978), Aransa (1986), Tavascan (1991), Guils Fontanera (1993) i Bosc de Virós (2001), Bonabé, i la Rabassa (Andorra). En esquí alpí el 1990 s'obrí l'estació d'esquí de Boí-Taüll (Alta Ribagorça) i el 1991 la de Tavascan (Pallars Sobirà), ja esmentada. Pel que fa als clubs podem destacar el Club Esquí de Fons Urgellet-Cerdanya (1975), i el Club d'Esquí La Molina (1983), que l'any 2000 es fusionà amb el Club Alpí La Molina, per formar La Molina Club d'Esports.

## Esportistes destacats
| Dècada de 1920 - Lluís Estasen (esquí fons) - Josep Maria Guilera (esquí fons) Dècada de 1930 - Joan Andreu (esquí fons) - Oriol Canals (esquí fons) - Wenceslao Guarro (salts) - Margarita Moles (esquí alpí) - Ernest Mullor (esquí fons-salts) Dècada de 1940 - Roser Llobet (esquí alpí) - Jordi Monjo (pare) (esquí alpí) - Tomàs de Morawitz (esquí alpí) - Pepeta Planas (esquí alpí) - Carme Romeu (esquí alpí) - Josep Maria Vilà (esquí alpí) Dècada de 1950 - Montserrat Corominas (esquí alpí) - Joan Mill (esquí fons-esquí alpí) - Pere Mill (esquí fons) - Lluís Molné (esquí alpí) - Joan Poll (esquí alpí) - Lluís Rigat (esquí alpí-salts) - Jaume Talens (esquí alpí) - Francesc Viladomat (esquí alpí) | Dècada de 1960 - Carles Adserà (esquí alpí) - Montserrat Bofill (esquí alpí) - Antoni Campañà (esquí alpí) - Josep Clot (bobs) - Joan Garriga (esquí alpí) - Jesús Gatell (luge) - Jordi Monjo (fill) (luge) - Antoni Marín de Bes (bobs) - Xavier Massana (esquí alpí) - Lluís Omedes (luge) - Josep Maria Palomo (bobs) - Víctor Palomo (bobs) - Marta Pascual (esquí alpí) - Francesc Prat (esquí alpí) - Jordi Rodríguez (esquí alpí) - Guillem Rosal (bobs) - Jordi Roura (luge-esquí alpí) - Lluís Viu (esquí alpí) Dècada de 1970 - Pedro Gil (esquí alpí) - Josep Giró (esquí fons) - Glòria Mas (patinatge artístic) - Conxita Puig (esquí alpí) - Montserrat Puig (esquí alpí) - Núria Puig (esquí alpí) Dècada de 1980 - Àngel Joaniquet Tamburini (salts) - Eva Moga (esquí alpí) - Miquel Prats (esquí fons) - Josep Ignasi Rivera (salts) - Bernat Solà (salts) | Dècada de 1990 - Marta Andrade (patinatge artístic) - Sergi Bartrina (surf) - Emma Bosch (esquí alpí) - Mònica Bosch (esquí alpí) - Jordi Pujol (esquí alpí) - Martí Rafael (esquí artístic) - Jordi Ribó (esquí fons) - Xavier Ubeira (esquí alpí) - Carles Vicente (esquí fons) Dècada de 2000 - Laia Aubert (esquí fons) - Queralt Castellet (surf) - Jordi Font (surf) - Núria Montané (esquí artístic) - Laura Orgué (esquí fons) - Vicenç Vilarrubla (surf-esquí fons) Dècada de 2010 - Adrià Díaz (patinatge artístic) - Andrea Jardí (esquí alpí) - Ànder Mirambell (tobogan) - Àlex Puente (esquí fons) - Ferran Terra (esquí alpí) - Rubén Vergés (esquí alpí) |